# Kungsgärdet
Kungsgärdet är en stadsdel i Uppsala, som utgör det västliga tillväxtområdet för den gamla stadsdelen Fjärdingen. 